# 古印度防禦
古印度防禦（英語：Old Indian Defense）是國際象棋開局印度防禦的一種，走法為：
1.d4 Nf6 2.c4 d6
古印度防禦類似格林菲爾德防禦，黑棋的策略是放任白棋形成中心，然後逼其固定兵形，为黑棋在王翼上的反击赢得速度。卡斯帕罗夫和鮑比·菲舍爾对其深有研究。中國國際象棋棋手叶江川、谢军等都是此防御的高手。古印度防禦试图证明固定的中心兵形不如移动的有危险。如果白棋在后翼不果断，黑方在王翼上攻势是很致命的。古印度防御经过几十年的实践，白棋胜率有显著提升，使得古印度防禦出现的比例大幅降低。究其原因，黑棋策略意图过于明显，白棋容易针对性地防守反击。